# Tolox (kommunhuvudort)
Tolox är en kommunhuvudort i Spanien.   Den ligger i provinsen Provincia de Málaga och regionen Andalusien, i den södra delen av landet, 400 km söder om huvudstaden Madrid. Tolox ligger 313 meter över havet och antalet invånare är 2 261.
Terrängen runt Tolox är kuperad åt sydost, men åt nordväst är den bergig. Runt Tolox är det ganska glesbefolkat, med 48 invånare per kvadratkilometer. Närmaste större samhälle är Marbella, 19,1 km söder om Tolox. 